# 四省中
四省中，是臺中市、臺南市，各自對於境內四間較為著名之前臺灣省立高級中學的合稱。2000年，原省立學校皆改制為國立學校，以「省中」來合稱學校的時代，亦告結束：
- 臺中四省中，指臺灣省立臺中第一高級中學、臺灣省立臺中女子高級中學、臺灣省立臺中第二高級中學、臺灣省立臺中文華高級中學。
- 臺南四省中，指臺灣省立臺南第一高級中學、臺灣省立臺南女子高級中學、臺灣省立臺南第二高級中學、臺灣省立臺南家齊女子高級中學。